# Communauté de communes du Vendômois Rural
Die Communauté de communes du Vendômois Rural ist ein ehemaliger französischer Gemeindeverband mit der Rechtsform einer Communauté de communes im Département Loir-et-Cher in der Region Centre-Val de Loire. Sie wurde am 9. Dezember 1993 gegründet und umfasste zehn Gemeinden. Der Verwaltungssitz befand sich im Ort Naveil.

## Historische Entwicklung
Mit Wirkung vom 1. Januar 2017 fusionierte der Gemeindeverband mit
- Communauté de communes du Pays de Vendôme,
- Communauté de communes Vallées Loir et Braye und
- Communauté de communes Beauce et Gâtine

und bildete so die Nachfolgeorganisation Communauté d’agglomération Territoires Vendômois.

## Ehemalige Mitgliedsgemeinden
1. Areines
2. Mazangé
3. Meslay
4. Naveil
5. Rocé
6. Sainte-Anne
7. Villerable
8. Villetrun
9. Villiersfaux
10. Villiers-sur-Loir